# Spathelia lobulata
Spathelia lobulata är en vinruteväxtart som beskrevs av Ignatz Urban. Spathelia lobulata ingår i släktet Spathelia och familjen vinruteväxter. Inga underarter finns listade i Catalogue of Life.